# Cantó de Morteaux-Coulibœuf
El cantó de Morteaux-Coulibœuf és un cantó francès del departament de Calvados, situat al districte de Caen. Té 20 municipis i el cap es Morteaux-Coulibœuf.

## Municipis
- Barou-en-Auge
- Beaumais
- Bernières-d'Ailly
- Courcy
- Crocy
- Épaney
- Ernes
- Fourches
- Jort
- Louvagny
- Le Marais-la-Chapelle
- Morteaux-Coulibœuf
- Les Moutiers-en-Auge
- Norrey-en-Auge
- Olendon
- Perrières
- Sassy
- Vendeuvre
- Vicques
- Vignats

## Història
| Data d'elecció                           | Identitat        | Partit        | Qualitat |
| ---------------------------------------- | ---------------- | ------------- | -------- |
| 1945-19..                                | M. de Blanchard  | Divers droite |          |
| 19..-1988                                | Robert Bourdon   | Divers droite |          |
| 1988-2001                                | Robert Malas     | Divers droite |          |
| 2001-2008                                | Gilles Bennehard | Divers droite |          |
| 2008-                                    | Clara Dewaële    | Divers droite |          |
| les dades anteriors no són pas conegudes |                  |               |          |
|                                          |                  |               |          |

## Demografia
| A partir de 1990: Població sense dobles comptes |